# Don't Know Why
Pour les articles homonymes, voir Don't Know Why (homonymie).
Singles de Norah Jones
Feelin' the Same Way
(2002)
Pistes de Come Away with Me
Seven Years
(2)
Don't Know Why est une chanson écrite et composée par Jesse Harris, présente sur son album Jesse Harris & the Ferdinandos de 1999. Une reprise de la chanson par la chanteuse américaine Norah Jones est sortie comme son premier single, extrait de son premier album studio, Come Away with Me (2002).
La version de Norah Jones de Don't Know Why est sortie le 28 janvier 2002, s'est classée à la 30e place du Billboard Hot 100 aux États-Unis et a été un succès critique. La chanson remporte trois Grammy Awards en 2003 pour l'enregistrement de l'année, la chanson de l'année et la meilleure prestation vocale féminine pop. Elle reste le plus grand succès de Norah Jones aux États-Unis à ce jour, et son seul à atteindre le top 40 du Billboard Hot 100. Don't Know Why a également connu un succès modeste à l'étranger, atteignant notamment la cinquième place en Australie, la 24e place en Nouvelle-Zélande, la 59e place au Royaume-Uni et la 74e place en France. La chanson est classée 459e dans la liste des 500 plus grandes chansons depuis que vous êtes né du magazine musical Blender.
Le style de Norah Jones au piano a été comparé à celui de Floyd Cramer, avec « un style et une grâce, une maturité musicale que l'on ne retrouve pas chez beaucoup de claviéristes aujourd'hui »,,.

## Contexte
La chanson est rendue populaire par la chanteuse et pianiste Norah Jones, une amie de Jesse Harris. La chanson apparaît sur son premier album Come Away with Me paru en 2002. Le single du même nom de la chanteuse, édité chez EMI Records Group UK & Eire, est sorti le 28 mai 2002. Il comprend deux titres en plus de la chanson-titre : Lonestar et Peace. Le single a été réédité le 30 septembre 2003.
Don't Know Why est enregistrée en une prise, en tant que démo. Le groupe voulait faire d'autres prises, mais l'ingénieur Jay Newland, considérant que l'enregistrement était parfait, les a empêchés. D'autres sessions permettent d'autres prises, moins concluantes que la première. La chanson est repérée par un producteur de Blue Note Records, qui signe un contrat de disque avec Norah Jones. Le producteur Arif Mardin ajoute une guitare et des harmonies vocales à la démo. L'album est un immense succès, et la chanson devient un tube.

## Clip vidéo
Un clip vidéo réalisé par Anastasia Simone et Ian Spencer est sorti en 2002. Il présente Norah Jones en train d'interpréter la chanson sur une plage grise au lever du soleil, sur une colline rocheuse et à un stand de location de plage, accompagné d'un piano en bois, tandis que des images sous-marines sont projetées sur les murs.

## Récompenses
Elle a apporté à Norah Jones trois prix lors de la 45e cérémonie des Grammy Awards le 23 février 2003, dont le Grammy Award de la chanson de l'année, le Grammy Award de l'enregistrement de l'année et le Grammy Award de la meilleure chanteuse pop ou de variété.
La chanson est classée à la 459e place dans la liste des 500 plus grandes chansons depuis que vous êtes né, publiée en 2009 par le magazine musical américain Blender. En 2018, NPR accorde à cette chanson la 28e place dans son classement des 200 meilleures chansons de femmes du XXIe siècle.

## Liste des titres
| 1. | Don't Know Why | 3:05 |
| 2. | Lonestar       | 3:05 |
| 3. | Peace          | 3:51 |

| 1. | Don't Know Why | 3:05 |
| 2. | Lonestar       | 3:07 |

## Crédits
Les crédits sont tirés du livret de l'album Come Away with Me.
Enregistrement
- Enregistré à Sorcerer Sound (New York City) et Allaire Studios (Shokan, New York)
- Mixé à Sear Sound (New York)
- Masterisé à Sterling Sound (New York City)

Personnel
- Jesse Harris - écriture, guitare acoustique, guitare électrique
- Norah Jones - chant, piano, production
- Lee Alexander (en) - guitare basse
- Dan Rieser - batterie
- Arif Mardin - production, mixage
- Jay Newland (en) - production, mixage, ingénierie
- Mark Birkey - assistant ingénieur
- Ted Jensen - mastering

## Classements
| Classement (2002–2003)               | Meilleure position |
| ------------------------------------ | ------------------ |
| Allemagne (GfK Entertainment)        | 82                 |
| Australie (ARIA)                     | 5                  |
| Autriche (Ö3 Austria Top 40)         | 56                 |
| Croatie (HRT)                        | 6                  |
| Écosse (OCC)                         | 71                 |
| États-Unis (Hot 100)                 | 30                 |
| États-Unis (Adult Alternative Songs) | 5                  |
| États-Unis (Adult Contemporary)      | 4                  |
| États-Unis (Adult Pop Songs)         | 8                  |
| États-Unis (Pop Airplay)             | 32                 |
| France (SNEP)                        | 74                 |
| Nouvelle-Zélande (RMNZ)              | 24                 |
| Pays-Bas (Single Top 100)            | 86                 |
| Royaume-Uni (UK Singles Chart)       | 59                 |

| Classement (2022)                    | Meilleure position |
| ------------------------------------ | ------------------ |
| Japon (Billboard Japan Hot Overseas) | 20                 |

| Classement (2003)               | Position |
| ------------------------------- | -------- |
| Australie (ARIA)                | 77       |
| États-Unis (Hot 100)            | 97       |
| États-Unis (Adult Contemporary) | 7        |

### Certifications
| Région                                           | Certification | Ventes/Streams |
| ------------------------------------------------ | ------------- | -------------- |
| Australie (ARIA)                                 | Platine       | 70 000‡        |
| Danemark (IFPI)                                  | Or            | 45 000‡        |
| États-Unis (RIAA)                                | 2 × Platine   | 2 000 000‡     |
| Italie (FIMI) ventes depuis 2009                 | Platine       | 70 000‡        |
| Royaume-Uni (BPI) avec I'll Be Your Baby Tonight | Or            | 400 000‡       |
| ‡ventes/streaming selon la certification         |               |                |

## Historique de sortie
| Region                  | Date               | Format(s)                                | Label(s)   | Ref.   |
| ----------------------- | ------------------ | ---------------------------------------- | ---------- | ------ |
| États-Unis              | 28 janvier 2002    | Diffusion radio (adult alternative)      | Blue Note  | [ 34 ] |
| Royaume-Uni             | 13 mai 2002        | CD                                       | Parlophone | [ 35 ] |
| États-Unis              | 24 juin 2002       | Diffusion radio (hot adult contemporary) | Blue Note  | [ 36 ] |
| États-Unis              | 5 août 2002        | Diffusion radio (succès contemporains)   | Blue Note  | [ 37 ] |
| Australie               | 24 février 2003    | CD                                       | Parlophone | [ 38 ] |
| Royaume-Uni (réédition) | 1er septembre 2003 | CD                                       | Parlophone | [ 39 ] |

## Reprises
Vanya Borges reprend la chanson en espagnol sur l'album Rhythms Del Mundo – Cuba en 2006. Le guitariste de jazz Pat Metheny a repris la chanson en guitare solo sur son album One Quiet Night de 2009. Le guitariste et chanteur américain George Benson reprend le titre en guitare solo en 2011 sur son album Guitar Man. L'année suivante, le guitariste de jazz manouche Steeve Laffont a repris la chanson sur son album New Quintet.